# Ignacy Onichimowski
Ignacy Onichimowski herbu Kotwica – łowczy kruszwicki w 1775 roku, sędzia grodzki piński w latach 1788–1793, konsyliarz powiatu pińskiego w konfederacji targowickiej w 1792 roku.